# Pithomyces alabamensis
Pithomyces alabamensis är en svampart som först beskrevs av Matsush., och fick sitt nu gällande namn av P.M. Kirk 1983. Pithomyces alabamensis ingår i släktet Pithomyces och familjen Pleosporaceae.   Inga underarter finns listade i Catalogue of Life.